# Urechis caupo
Urechis caupo(лат.) - вид морських черв'яків із підкласу ехіур. В європейських мовах не існує загальноприйнятої назви даного виду, за винятком латини. В англомовних країнах ця тварина має неофіційні назви «сосиска», «риба-пеніс» (через своєрідну форму) і «(товстий) черв'як-корчмар» (тому що в своїх норах часто сусідить з іншими тваринами). Такі ж прізвиська має й інший дуже схожий вид — Urechis unicinctus.

## Опис
Пухкий, несегментований, циліндричний рожевий черв'як, що досягає довжини 20-25 см (у рідкісних випадках до 50 см). На вентральній поверхні на передньому кінці є пара щетинок, а на задньому кінці — характерне кільце з 10-11 щетинок навколо ануса. Хоботок короткий. Детритофаг.
Риє U-образні нори на дні глибиною 10-45 см, харчується планктоном, використовуючи слизову сітку. При годуванні притискає кільце залоз в передній частині хоботка до стінки нори і виділяє слиз, яка прилипає до неї. Черв'як продовжує виділяти слиз, рухаючись назад в норі, створюючи таким чином слизову сітку. Черв'як втягує воду через свою нору перистальтичними скороченнями тіла, і коли частинки їжі проходять через сітку, вони прилипають до неї. Коли зібралось достатньо їжі, черв'як просувається вперед у своїй норі і ковтає сітку та заплутану в ній їжу. В області з великою кількістю детриту цей процес може завершитись всього за кілька хвилин. Фекальні гранули накопичуються навколо заднього проходу хробака, і періодично він різко стискає своє тіло, щоб викинути потік води з заднього проходу, який викидає гранули і пухкий осад із ануса.
Великі частинки їжі черв'як відкидає в сторону, залишаючи в своїй норі, і їх поїдають тварини-коменсали: двостулкові Cryptomya californica, краби Pinnotheres pisum, багатощетинкові черви родини Polynoidae і креветки. Риба Clevelandia ios використовує вхід у нору хробака, щоб врятуватися від небезпеки, але не харчується всередині неї..
Черв'як двостатевий, запліднення є зовнішнім. Яйцеклітини рожеві або жовтуваті, а сперматозоїди білі, що вивільняються у воду через пару модифікованих нефридіїв. Личинки перебувають у планктонному стані близько шістдесяти днів, перш ніж осісти на дно. Термін життя — до 25 років..

## Поширення
Мешкає на мілководді вздовж західного узбережжя Північної Америки від південного Орегона (США) до північної Нижньої Каліфорнії (Мексика). Після штормів, які масово руйнують їх нори, можуть у великих кількостях викидатися хвилями на пляжі.